# Taiblor (Bandudato)
Taiblor (Taeblor, Teblor) ist eine osttimoresische Aldeia im Suco Bandudato (Verwaltungsamt Aileu, Gemeinde Aileu). 2015 lebten in der Aldeia 449 Menschen.

## Geographie
Taiblor bildet den Südosten des langgezogenen Bandudatos. Nordwestlich liegt die Aldeia Dailor. Im Osten grenzt Taiblor an den Suco Lequitura und im Südwesten an den Suco Lahae. Die Überlandstraße von Aileu nach Maubisse folgt der Südgrenze Taiblors. An der Straße liegt der Ort Taiblor mit der einzigen Grundschule des Sucos. Weiter westlich befindet sich beiderseits der Straße das Dorf Erluly-Daisoli.
Durch den Norden fließt der Daisoli, ein Nebenfluss des Nördlichen Lacló.

## Politik
2023 wurde Americo M. Nunes zum Chefe de Aldeia gewählt.